# Saint-Fort-sur-Gironde
Saint-Fort-sur-Gironde là một xã ở tỉnh Charente-Maritime thuộc vùng Nouvelle-Aquitaine tây nam nước Pháp.
- Xã của tỉnh Charente-Maritime